# Sam Thompson
Samuel „Sam“ Luther Thompson (* 5. März 1860 in Danville, Indiana; † 7. November 1922 in Detroit, Michigan) war ein US-amerikanischer Baseballspieler in der Major League Baseball, der hauptsächlich im 19. Jahrhundert spielte. Sein Spitzname war Big Sam.

## Leben
Sam Thompson begann seine professionelle Baseballkarriere 1884 im Alter von 24 Jahren. Sein erstes Spiel in der National League bestritt der gelernte Zimmermann am 2. Juli 1885 für die Detroit Wolverines. Thompson spielte für Detroit als Outfielder, der sowohl in der Offensive als auch in der Defensive herausragende Leistungen erbrachte. Seine herausragendste Saison hatte Thompson 1887, als er die National League mit 545 At-bats, 203 Runs, 23 Triples, 166 RBI (die meisten im gesamten 19. Jahrhundert im Major League Baseball) und einem Schlagdurchschnitt von 37,2 % anführte. Mit den Wolverines gewann er in diesem Jahr die Meisterschaft. Am 7. Mai 1887 gelangen ihm zwei Triples bei geladenen Bases in einem Spiel. Thompson war der erste Spieler in den Major Leagues, dem dies gelang. Dieser Rekord wurde bisher auch nur von mehreren Spielern eingestellt, aber nicht gebrochen.
1889 wechselte er dann von den Detroit Wolverines zu den Philadelphia Quakers, die sich 1890 in Philadelphia Phillies umbenannten. Auch hier zeigte er konstante Leistungen bis in das Jahr 1898. Nach diesem Jahr verließ er den Baseball, kehrte aber 1906 nochmals für acht Spiele zurück, die er für die Detroit Tigers bestritt.
1922 verstarb Thompson, 1974 wurde er durch das Veterans Committee in die Baseball Hall of Fame aufgenommen.